# Djebel Musà (Marroc)
|  | Aquest article tracta sobre la muntanya del Marroc. Vegeu-ne altres significats a «Djebel Musà». |

Djebel Musà (àrab: جبل موسى, Jabal Mūsà), en català mont Moisès, és el nom donat a una muntanya localitzada a la part més al nord del Marroc, al costat africà de l'estret de Gibraltar.

## Descripció
El djebel Musà es coneixia com a mont Abyla o Columna. Juntament amb el penyal de Gibraltar al nord, de vegades es considera un dels Pilars d'Hèrcules (aquest títol també el reclama el mont Hacho de l'enclavament espanyol de Ceuta, uns quilòmetres a l'est de la muntanya). Fa 842 m d'altitud. Al nord hi ha el Territori Britànic d'Ultramar de Gibraltar; a l'est, Ceuta; i a l'oest, el Marroc. A Ceuta, a la zona del poble de Benzú, la muntanya es coneix amb el sobrenom de Dona morta, ja que des d'aquella posició sembla una silueta d'una dona estirada sobre la seva esquena. El djebel Musà té panoràmica sobre l'estret de Gibraltar, entrada a la Mediterrània des de l'oceà Atlàntic.
La muntanya és un bon lloc per observar aus. Els ocells migratoris fan servir el mont per guanyar alçada abans d'intentar creuar l'estret de Gibraltar.